# Bosco (Perugia)
Bosco è una frazione del comune italiano di Perugia, in Umbria.

## Geografia fisica
Il paese di Bosco è situato a nord-est della città di Perugia, sulla riva orientale del fiume Tevere, nel punto in cui la strada regionale di Gubbio si immette nella statale 3 bis Tiberina. Bosco confina a nord con la frazione di Ramazzano-Le Pulci, a est con Colombella, a sud con Civitella d'Arna e Ripa, mentre ad ovest con Ponte Felcino e Villa Pitignano, quest'ultima di fronte al paese ma sulla riva opposta del Tevere.

## Monumenti e luoghi d'interesse

### Architetture religiose
La chiesa parrocchiale di Bosco è dedicata al Corpo di Cristo. La prima menzione di questo edificio di culto risale ad un catasto del 1361 ed ha assunto il titolo di parrocchiale nel 1521, quando i monaci dell'ordine dei Benedettini del Corpo di Cristo vi si stabilirono realizzandovi il proprio monastero. L'edificio fu poi completamente ricostruito tra il 1847 e il 1853. Un bombardamento avvenuto il 12 giugno 1944 distrusse la chiesa e parte della canonica in maniera irreparabile e si dovette procedere alla costruzione di un nuovo edificio parrocchiale. Su progetto dell'architetto Arnolfo Bizzarri, fu realizzata l'odierna chiesa, consacrata da monsignor Mario Vianello, arcivescovo di Perugia, nel 1951.
Poco distante da Bosco, in località Pieve Pagliaccia, è situata la chiesa di Santa Maria, nota con il nome di Plebs Sanctae Mariae de Pagliaccio e risalente al XII secolo, in quanto nominata per la prima volta in un diploma di Federico Barbarossa del 1163. L'edificio ha subito un lavoro di ristrutturazione nel 1911, compromettendone l'aspetto originario. Un ulteriore restauro è stato effettuato nel 2012. All'interno conserva pregevoli opere quali un ciclo della Passione di Cristo del 1260 e un dipinto trecentesco della Madonna in trono col Bambino e gli angeli di matrice giottesca. Storicamente sede di parrocchia, la chiesa di Pieve Pagliaccia è stata inserita a partire dal 1987 nel territorio parrocchiale del Santissimo Corpo di Cristo. Allo stesso modo, nel territorio parrocchiale di Bosco si trova anche la chiesa dei Santi Pietro d'Alcantara e Francesco Saverio in Montescosso, in direzione di Ponte Felcino, originariamente proprietà dei conti Ricci e oggi sede dei padri passionisti di Perugia.

## Geografia antropica
La frazione di Bosco era compresa nella VI circoscrizione del Comune di Perugia (le circoscrizioni sono state abolite nel 2009), che comprendeva anche le frazioni di Fratticiola Selvatica, Villa Pitignano, Colombella, Farneto, Piccione, Montelabate e Ponte Felcino, sede della circoscrizione. Aveva circa 12.500 abitanti, distribuiti su una superficie di 59 km².

## Economia
A Bosco ha sede una delle principali case editrici italiane di fumetti, la Star Comics, fondata nel 1987.

## Infrastrutture e trasporti
La frazione è direttamente servita da uno svincolo sulla superstrada della Tiberina, all'uscita Bosco-Gubbio, in quanto sempre a Bosco ha inizio la strada regionale 298 Eugubina, che collega la frazione e la superstrada con la città di Gubbio proseguendo poi fino a Scheggia.